# John Turturro
John Michael Turturro (Brooklyn, Nova York, 28 de febrer de 1957) és un actor estatunidenc que ha guanyat un Premi Emmy i és conegut per les seves actuacions a To Live and Die in L.A. (1985), El color dels diners (1986) o El gran Lebowski el 1998. John Turturro ha interpretat a més de 60 pel·lícules i és conegut per a la seva capacitat per canviar la seva morfologia per adaptar-se als seus papers. Apareix regularment a les pel·lícules de Spike Lee i de Joel Coen i Ethan Coen. Ha estat premiat al Festival de Canes, com a actor (Barton Fink, 1991) i com a director (Mac, 1992). La seva segona pel·lícula és Illuminata (1998).
John Turturro neix el 1957 a Brooklyn, Nova York, és procedent d'una família italo-americana catòlica. El seu pare és originari de Giovinazzo a la província de Bari (Pulla). La seva mare és d'origen Sicilià. El nom Turturro ve de l'italià Tortora que significa "tórtora". John té 6 anys quan la seva família deixa Brooklyn per instal·lar-se a Rosedale al barri del Queens a Nova York.
John es diploma en art dramàtic per la State University Of New York i continua els seus estudis universitaris amb un  Master of Fine Arts  a la Universitat Yale. També va treballar com a figurant a Toro salvatge (1980).
John Turturro va crear el personatge principal d'una de les obres de John Patrick Shanley, Danny And The Deep Blue Sea, en una conferència de dramaturgs donada al teatre Eugene Gladstone O'Neill el 1983. El va encarnar l'any següent "off brodway" cosa que li va valer un Premi Obie.
A Spike Lee li agrada tant l'actuació de Turturro a Cinc cantonades que li dona un dels papers principals a la seva pel·lícula Do the Right Thing el 1989, el de Pino, un racista virulent. Aquesta pel·lícula marca el començament d'una llarga col·laboració entre Turturro i Spike Lee.
Està igual de còmode als papers còmics com als dramàtics, i John col·labora també amb els Germans Coen, apareixent en Mort entre les flors el 1990 Barton Fink el 1991, El gran Lebowski el 1998 i més recentment O Brother, Where Art Thou? l'any 2000. Es troba també a Self Control una comèdia on fa de pacient de Jack Nicholson metge. Fa d'antagonista de Johnny Depp a La finestra secreta. John Turturro fa sovint aparicions com estrella convidada en la sèrie Monk, on interpreta el paper del germà excèntric d'Adrian: Ambrose Monk.
John Turturro és el productor, director i actor de la pel·lícula Illuminata (1999) en la qual actua la seva dona Katherine Borowitz.
El 2005, escriu i dirigeix la pel·lícula The Moon and the Son. Ha aparegut en 2006 a la pel·lícula de Robert De Niro, Raons d'estat, on fa el paper del braç dret de l'agent de la CIA Edward Wilson encarnat per Matt Damon.

## Filmografia
Les seves pel·lícules més destacades són:

### Director
- 1992: Mac
- 1998: Illuminata
- 2005: Romance et cigarettes

### Guionista
- 1992: Mac
- 1998: Illuminata

### Productor
- 1998: Illuminata

## Premis i nominacions

### Premis
- 1991. Premi al millor actor al Festival de Canes per a Barton Fink.
- 1992. Càmera d'Or al Festival de Cannes per a Mac.
- 2004. Emmy al millor actor en sèrie còmica per Monk.

### Nominacions
- 1995. Globus d'Or al millor actor secundari per Quiz Show.
- 1998. Palma d'Or del Festival de Cannes per a Illuminata.
- 2005. Lleó d'Or per Romance & Cigarettes.
- 2005. Premi Saturn al millor actor secundari per a La finestra secreta.